# Pierre Arpaillange
Pierre Arpaillange, né le 13 mars 1924 à Carlux (Dordogne) et mort le 11 janvier 2017 au Cannet (Alpes-Maritimes), est un magistrat et homme politique français.
Il est ministre de la Justice entre 1988 et 1990 puis premier président de la Cour des comptes entre 1990 et 1993.

## Biographie

### Dans la Résistance
Pierre Arpaillange est fils d'un couple d'instituteurs.
Après ses études au lycée de Périgueux, il entre dans la Résistance en 1943 : il y remplit, de janvier à juin 1944, diverses missions et participe à des opérations militaires dans le Sarladais[réf. nécessaire]. Engagé ensuite pour la durée de la guerre contre l'Allemagne sur le territoire européen, il prend part aux actions sur le front de Royan. Démobilisé en septembre 1945, il poursuit ses études de droit à Toulouse et à Paris.

### Dans la magistrature
Pierre Arpaillange commence une carrière dans la magistrature en 1949. Juge suppléant à Orléans (1949), puis à Paris (1950), substitut à Meaux (1953), détaché au fichier de la Cour de cassation (1954-1959), substitut à Versailles (1959) puis à Paris (1962), secrétaire général du parquet de la cour d'appel de Paris et secrétaire général du parquet de la Cour de cassation (1962). Entre-temps, il est secrétaire de la commission pour la réforme du code de procédure pénale (1953-1957) et de la commission de sauvegarde des droits et libertés individuels en Algérie (1959-1962).

### À la Chancellerie
Magistrat détaché au ministère de la Justice de 1965 à 1974, Pierre Arpaillange devient conseiller technique du ministre et, à plusieurs reprises, directeur du cabinet du garde des sceaux (des gaullistes :  Jean Foyer, Louis Joxe et Pierre Taittinger) et entre 1968 et 1974 directeur des Affaires criminelles et des Grâces de la Chancellerie. En février 1971 il rend un avis défavorable sur le recours en grâce déposé par Paul Touvier. En tant que directeur de cabinet du garde des Sceaux Jean Taittinger, il signe la circulaire du 22 février 1973, plus connue comme « circulaire Arpaillange », sur la politique générale de la justice, puis la circulaire du 30 mars 1973 relative à la répression en matière de stupéfiants . Il tente de faire moderniser les prisons et en 1973 il fait installer le chauffage dans les cellules de certaines d'entre elles. Il devient également membre du Haut Conseil de l'audiovisuel en 1973.

### Procureur général de Paris et près la Cour de cassation
Considéré comme un proche du cabinet de Georges Pompidou (il tente de « circonscrire l'incendie »[pas clair] provoqué par l'affaire Markovic), après l’élection de Valéry Giscard d'Estaing, Pierre Arpaillange est mis à l'écart par Jean Lecanuet, garde des Sceaux du gouvernement Chirac (d'autres sources évoquent sa mise en retrait volontaire, refusant le poste de directeur de cabinet que le ministre lui propose car il est démocrate-chrétien). Il est nommé conseiller à la Cour de cassation, affecté à la chambre sociale, le 7 septembre 1974. Il est l'auteur de deux séries d'articles sur la justice pour Le Monde, et devient le porte-drapeau de l'opposition à la politique musclée d'Alain Peyrefitte, Garde des Sceaux de Valéry Giscard d'Estaing de 1977 à 1981, et à la loi no 81-82 du 2 février 1981, dite « Loi sécurité et liberté ». Il est également hostile à la peine de mort. Pour Robert Badinter, il est l'« un des hommes qui connaissent le mieux notre justice pénale ». 
En 1980, il fait publier La Simple justice chez Julliard ; ce texte reprend le contenu du « rapport Arpaillange », un projet de loi préparé en 1972 lorsqu'il était à la direction des affaires criminelles : il y défend plus d'indépendance pour les magistrats, propose de rattacher la police judiciaire au ministère de la Justice, s'oppose aux courtes peines d’emprisonnement et souhaite humaniser le monde carcéral. Cependant, le ministre de la Justice René Pleven s'était énervé de la publication de ce rapport dans Le Monde et le président Georges Pompidou avait dû intervenir pour soutenir Pierre Arpaillange.
En 1981, il est directeur de la campagne électorale de Marie-France Garaud, alors candidate à l'élection présidentielle. Le 1er juillet 1981, le conseil des ministres le désigne procureur général près la cour d'appel de Paris. En octobre 1981, il est nommé par le garde des Sceaux, Robert Badinter, membre de la commission de révision du code pénal, chargée d'élaborer un avant-projet de code pénal. Des travaux de cette commission a origine l'actuel code pénal entré en vigueur le 1er mars 1994, dont le projet du premier livre a été présenté au Parlement en 1989 par M. Arpaillange en tant que garde des Sceaux.
Il est promu procureur général près la Cour de cassation le 22 février 1984, en remplacement d'Henri Charliac qui est admis à faire valoir ses droits à la retraite à partir du 18 février.

### Garde des Sceaux
Pierre Arpaillange est nommé Garde des Sceaux, ministre de la Justice dans les 1er et 2e gouvernements de Michel Rocard (12 mai 1988 - 1er octobre 1990), comme « représentant de la société civile ». C'est un choix de François Mitterrand et non de Michel Rocard, ce dernier jugeant qu'« un professionnel du secteur fait en général un mauvais ministre ».
Peu habitué aux débats houleux de l'Assemblée nationale, il est pris à partie par l'opposition de droite quand le ministère décide de mettre un terme à l'isolement cellulaire des terroristes du groupe d'extrême gauche Action directe. Le ministre doit également affronter des  grèves de surveillants de prison.
En 1988, il soumet un document au conseil des ministres reprenant l'esprit du « rapport Arpaillange » de 1972, mais avec moins d'ambitions dans ses objectifs.
Le 25 septembre 1990, contre l'avis du président de la République François Mitterrand, il donne au procureur général près la cour d'appel de Paris des instructions écrites de requérir des poursuites contre René Bousquet devant la chambre d'accusation pour crimes contre l'humanité. 
Il est resté célèbre pour une bourde commise à l'Assemblée nationale française où, en tant que garde des Sceaux, il répondait à une question d'actualité, en 1990, en déclarant « en 1989, sur cinquante-deux évadés, on en a repris cinquante-trois ».
André Santini lui avait dédicacé l'année précédente ce bon mot (qui reçut le prix de l'humour politique) : « Saint Louis rendait la justice sous un chêne. Pierre Arpaillange la rend comme un gland »,.

### Premier président de la Cour des comptes
Pierre Arpaillange quitte le gouvernement le 1er octobre 1990, pour assumer les fonctions de Premier président de la Cour des comptes. Il en est le Premier président honoraire depuis le 13 mars 1993. Il est membre du Comité d'honneur du bicentenaire de la Cour des comptes.

### Mort
Pierre Arpaillange meurt le 11 janvier 2017 à Cannes (Alpes-Maritimes) à l'âge de 92 ans.

## Décorations
- Grand officier de la Légion d'honneur, le 1er janvier 1991[21].
- Officier de l'ordre national du Mérite.
- Officier de l'ordre des Palmes académiques.
- Croix du combattant volontaire de la Résistance.
- Croix du combattant.
- Médaille commémorative de la guerre 1939–1945, avec agrafe "Libération".

## Publications
- La simple justice, Julliard, 1980